# Frotey-lès-Vesoul
Frotey-lès-Vesoul és un municipi francès situat al departament de l'Alt Saona i a la regió de Borgonya - Franc Comtat. L'any 2007 tenia 1.305 habitants.

## Demografia

### Població
El 2007 la població de fet de Frotey-lès-Vesoul era de 1.305 persones. Hi havia 527 famílies, de les quals 123 eren unipersonals (58 homes vivint sols i 65 dones vivint soles), 223 parelles sense fills, 150 parelles amb fills i 31 famílies monoparentals amb fills.
La població ha evolucionat segons el següent gràfic:
Habitants censats

### Habitatges
El 2007 hi havia 566 habitatges, 528 eren l'habitatge principal de la família, 5 eren segones residències i 33 estaven desocupats. 499 eren cases i 65 eren apartaments. Dels 528 habitatges principals, 406 estaven ocupats pels seus propietaris, 117 estaven llogats i ocupats pels llogaters i 5 estaven cedits a títol gratuït; 4 tenien una cambra, 16 en tenien dues, 47 en tenien tres, 112 en tenien quatre i 348 en tenien cinc o més. 441 habitatges disposaven pel capbaix d'una plaça de pàrquing. A 203 habitatges hi havia un automòbil i a 284 n'hi havia dos o més.

### Piràmide de població
La piràmide de població per edats i sexe el 2009 era:
| Homes | Edats   | Dones |
| ----- | ------- | ----- |
| 0     | 95 o +  | 0     |
| 0     | 90 a 94 | 0     |
| 0     | 85 a 89 | 4     |
| 8     | 80 a 84 | 4     |
| 16    | 75 a 79 | 16    |
| 24    | 70 a 74 | 20    |
| 12    | 65 a 69 | 56    |
| 72    | 60 a 64 | 28    |
| 32    | 55 a 59 | 52    |
| 56    | 50 a 54 | 44    |
| 52    | 45 a 49 | 48    |
| 56    | 40 a 44 | 76    |
| 24    | 35 a 39 | 56    |
| 48    | 30 a 34 | 28    |
| 28    | 25 a 29 | 48    |
| 92    | 20 a 24 | 28    |
| 92    | 15 a 19 | 44    |
| 52    | 10 a 14 | 52    |
| 52    | 5 a 9   | 20    |
| 28    | 0 a 4   | 40    |

## Economia
El 2007 la població en edat de treballar era de 877 persones, 616 eren actives i 261 eren inactives. De les 616 persones actives 559 estaven ocupades (295 homes i 264 dones) i 57 estaven aturades (38 homes i 19 dones). De les 261 persones inactives 113 estaven jubilades, 102 estaven estudiant i 46 estaven classificades com a «altres inactius».

### Ingressos
El 2009 a Frotey-lès-Vesoul hi havia 538 unitats fiscals que integraven 1.297,5 persones, la mediana anual d'ingressos fiscals per persona era de 21.416 €.

### Activitats econòmiques
Dels 43 establiments que hi havia el 2007, 1 era d'una empresa alimentària, 1 d'una empresa de fabricació d'altres productes industrials, 11 d'empreses de construcció, 11 d'empreses de comerç i reparació d'automòbils, 2 d'empreses de transport, 3 d'empreses d'hostatgeria i restauració, 2 d'empreses immobiliàries, 6 d'empreses de serveis, 4 d'entitats de l'administració pública i 2 d'empreses classificades com a «altres activitats de serveis».
Dels 14 establiments de servei als particulars que hi havia el 2009, 1 era un taller de reparació d'automòbils i de material agrícola, 1 taller d'inspecció tècnica de vehicles, 3 paletes, 1 lampisteria, 2 empreses de construcció, 2 perruqueries, 1 veterinari, 2 restaurants i 1 agència immobiliària.
Dels 3 establiments comercials que hi havia el 2009, 1 era un hipermercat, 1 una botiga de menys de 120 m² i 1 una peixateria.

## Equipaments sanitaris i escolars
L'únic equipament sanitari que hi havia el 2009 era una farmàcia.
El 2009 hi havia 1 escola maternal i 1 escola elemental.

## Poblacions més properes
El següent diagrama mostra les poblacions més properes.